# Administração Interina Afegã
Governo Interino ou Administração Interina Afegã, também conhecido como Autoridade Interina Afegã, foi o governo provisório estabelecido por seis meses no Afeganistão após a queda do regime talibã e na sequência do Acordo de Bona. Composto por representantes das quatro facções diferentes e liderado por Hamid Karzai, foi instituído para estabelecer uma Loya Jirga, reunião para nomear um governo de transição cuja função pretendida seria elaborar uma nova Constituição. A sua criação foi efetivada em 22 de dezembro de 2001 e permaneceu em vigor até 13 de julho de 2002, quando foi substituído pelo governo de transição. O governo foi auxiliado pela Força Internacional de Assistência à Segurança.

## Contexto
Embora o Emirado Islâmico do Afeganistão que controlava de facto o país fosse dissolvido após a queda do regime talibã em novembro de 2001, as várias facções opostas ao Talibã entrariam em conflito e reivindicariam a liderança: os partidários do antigo rei Zahir Shah, o "Grupo de Chipre" representante dos notáveis no exílio, o Grupo de Peshawar, representantes dos refugiados pashtuns no Paquistão e a Aliança do Norte, que tinha em suas fileiras Burhanuddin Rabbani, presidente do governo oficial do Estado Islâmico do Afeganistão, e retornou ao poder entre novembro e dezembro de 2011.
Após as difíceis negociações em Bonn, concordam com a composição do governo interino.